# Hildesheim
Hildesheim je grad u Donjoj Saskoj, Njemačka. Grad se nalazi oko 25 km jugoistočno od Hannovera na obali rijeke Innerste koja je mala pritoka rijeke Leine.
Grad ima 102,654 stanovnika (30.09.2005.). 

## Religija
Godine 1542. većina stanovnika postali su luterani. Danas se 28,5% stanovnika izjašnjava kao rimokatolici (biskupija Hildesheim), a 38,3% kao protestanti (Evanđeosko-luteranska crkva u Hannoveru). 33,0% stanovnika pripadnici su drugih religija ili uopće nemaju religiju. Srpski pravoslavni biskup iz Frankfurta i cijele Njemačke ima sjedište u Himmelsthüru (mjesto Hildesheim).

## Demografija

### Demografska povijest
Na dan 31. prosinca 2017. Hildesheim je imao 103.970 stanovnika.

### Najveće manjinske skupine
Sljedeći popis prikazuje najveće strane skupine u gradu Hildesheimu 2013.:
| Rang | Nacionalnost | Stanovništvo (2016) |
| ---- | ------------ | ------------------- |
| 1    | Turska       | 2,395               |
| 2    | Poljska      | 764                 |
| 3    | Srbija       | 474                 |
| 4    | Italija      | 442                 |
| 5    | Irak         | 299                 |
| 6    | Sirija       | 268                 |
| 7    | Rusija       | 254                 |
| 8    | Bugarska     | 243                 |

## Znamenitosti
U grad se nalaze dvije katedrale koje se nalaze na popisu svjetske baštine pod zaštitom UNESCOa. Katedrala St. Mariae je sagrađena u 9. stoljeću, a Katedrala St. Michaela je građena od 1010. – 1022.g.
Znamenitost je i crkva Sv. Andrije (Andreaskirche) iz 12. stoljeća sa svojih 114 m visine.

## Galerija
- Katedrala St. Michael, UNESCO Svjetska baština
- Crkva Sv. Andrije, 114 m

## Vanjske poveznice
- Službene stranice grada.